# Onthophagus suginokoichii
Onthophagus suginokoichii là một loài bọ cánh cứng trong họ Bọ hung (Scarabaeidae).